# Canton de Montluçon-1
Le canton de Montluçon-1 est une circonscription électorale française du département de l'Allier, créée par le décret du 27 février 2014 et entrant en vigueur lors des élections départementales de 2015.

## Histoire
Un nouveau découpage territorial de l'Allier entre en vigueur en mars 2015, défini par le décret du 27 février 2014, en application des lois du 17 mai 2013 (loi organique 2013-402 et loi 2013-403). Les conseillers départementaux sont, à compter de ces élections, élus au scrutin majoritaire binominal mixte. Les électeurs de chaque canton élisent au Conseil départemental, nouvelle appellation du Conseil général, deux membres de sexe différent, qui se présentent en binôme de candidats. Les conseillers départementaux sont élus pour six ans au scrutin binominal majoritaire à deux tours, l'accès au second tour nécessitant 12,5 % des inscrits au premier tour. En outre la totalité des conseillers départementaux est renouvelée. Ce nouveau mode de scrutin nécessite un redécoupage des cantons dont le nombre est divisé par deux avec arrondi à l'unité impaire supérieure si ce nombre n'est pas entier impair, assorti de conditions de seuils minimaux. Dans l'Allier, le nombre de cantons passe ainsi de 35 à 19. Le canton de Montluçon-1 fait partie des neuf nouveaux cantons du département, les dix autres cantons portant la dénomination d'un ancien canton, mais avec des limites territoriales différentes.

## Représentation
| Période élective | Période élective | Mandat | Mandat   | Identité         | Nuance | Nuance | Qualité |
| ---------------- | ---------------- | ------ | -------- | ---------------- | ------ | ------ | --- |
| 2015             | 2021             | 2015   | 2021     | Pascale Lescurat |        | PS     | Educatrice spécialisée à la protection judiciaire de la jeunesse Adjointe, puis maire de Domérat                                                        |
| 2015             | 2021             | 2015   | 2021     | Marc Malbet      |        | PS     | Retraité de l'Education nationale Ancien maire de Domérat                                                                                               |
| 2021             | 2028             | 2021   | en cours | Pascale Lescurat |        | PS     | Éducatrice spécialisée à la protection judiciaire de la jeunesse Maire de Domérat Vice-présidente de la communauté d'agglomération Montluçon Communauté |
| 2021             | 2028             | 2021   | en cours | Marc Malbet      |        | PS     | Retraité de l'Éducation nationale Vice-président de la communauté d'agglomération Montluçon Communauté                                                  |

### Résultats détaillés

#### Élections de mars 2015
À l'issue du premier tour des élections départementales de 2015, deux binômes sont en ballottage : Pascale Lescurat et Marc Malbet (PS, 39,52 %) et Jean-Pierre Guerin et Mauricette Lespiaucq (DVD, 26,47 %). Le taux de participation est de 52,11 % (6 513 votants sur 12 498 inscrits) contre 53,8 % au niveau départemental et 50,17 % au niveau national.
Au second tour, Pascale Lescurat et Marc Malbet (PS) sont élus avec 59,47 % des suffrages exprimés et un taux de participation de 51,74 % (3 495 voix pour 6 468 votants et 12 501 inscrits).

#### Élections de juin 2021
Le premier tour des élections départementales de 2021 est marqué par un très faible taux de participation (33,26 % au niveau national). Dans le canton de Montluçon-1, ce taux de participation est de 30,84 % (3 610 votants sur 11 704 inscrits) contre 36,56 % au niveau départemental. À l'issue de ce premier tour, deux binômes sont en ballottage : Pascale Lescurat et Marc Malbet (PS, 44,63 %) et Pierre Deludet et Francine Mopty (DVD, 43,81 %).
Le second tour des élections est marqué une nouvelle fois par une abstention massive équivalente au premier tour. Les taux de participation sont de 34,3 % au niveau national, 37,8 % dans le département et 33,62 % dans le canton de Montluçon-1. Pascale Lescurat et Marc Malbet (PS) sont élus avec 52,59 % des suffrages exprimés (1 911 voix pour 3 937 votants et 11 711 inscrits),,.

## Composition
| Nom                               | Code Insee | Intercommunalité        | Superficie (km2) | Population (dernière pop. légale)               | Densité (hab./km2) | Modifier                                    |
| --------------------------------- | ---------- | ----------------------- | ---------------- | ----------------------------------------------- | ------------------ | ------------------------------------------- |
| Montluçon (bureau centralisateur) | 03185      | CA Montluçon Communauté | 20,67            | Fraction : 3 725 (2022) Commune : 33 317 (2022) | 1 612              | modifier les données · modifier les données |
| Domérat                           | 03101      | CA Montluçon Communauté | 35,54            | 8 665 (2022)                                    | 244                | modifier les données · modifier les données |
| Saint-Victor                      | 03262      | CA Montluçon Communauté | 23,22            | 2 078 (2022)                                    | 89                 | modifier les données · modifier les données |
| Vaux                              | 03301      | CC du Val de Cher       | 18,10            | 1 164 (2022)                                    | 64                 | modifier les données · modifier les données |
| Canton de Montluçon-1             | 0309       |                         |                  | 15 632 (2022)                                   |                    | modifier les données                        |

Le nouveau canton de Montluçon-1 est composé de :
1. trois communes entières,
2. la partie de la commune de Montluçon située au nord d'une ligne définie par l'axe des voies et limites suivantes : depuis la limite territoriale de la commune de Domérat, avenue des Martyrs, avenue Jean-Nègre, rue de Beaulieu, avenue Pierre-Villon, avenue Albert-Thomas, jusqu'à la limite territoriale de la commune de Domérat.

## Démographie
En 2022, le canton comptait 15 632 habitants, en évolution de −2,2 % par rapport à 2016 (Allier : −1,38 %, France hors Mayotte : +2,11 %).
| 2013   | 2018   | 2022   |
| ------ | ------ | ------ |
| 16 837 | 15 631 | 15 632 |